# Jeriko
Jeriko er en by, der ligger på Vestbredden i de af Israel besatte områder, efter Seksdagskrigen. Den betegnes som en af verdens ældste byer, da der har været bebyggelser på stedet i omkring 11.000 år.
Byen er omtalt i Bibelen under israelitternes folkevandring, hvor de støder på Jeriko. Israelitterne vil have lov til at passere, men byen afslår, hvilket får Josva til at sende hornblæsere til at gå rundt om byen, og blæse i deres horn, til bymuren falder sammen.

## Historie
Jeriko er en af verdens ældste byer, første gang bosat omkring 12.000 f.Kr, men siden forladt og bosat igen omkring 9.600-7.000 f.Kr, altså umiddelbart efter den før-keramiske neolitiske kuldeperiode i yngre dryas. På denne tid havde byen antagelig mellem 200 og 1000 indbyggere.
Det arkæologiske fundsted blev udgravet allerede fra slutningen af 1800-tallet, men i moderne tid først af arkæologen Kathleen Kenyon 1952-58, nogen år før kollegaen James Mellaart startede udgravningene af den næsten lige så gamle by Çatal Höyük i Anatolien i Tyrkiet.
Der er fundet i alt 20 bosættelseslag efter hinanden i tid, og byen var betydelig både i stenalderen, i bronzealderen, i Bibelsk tid og under Romerriget.
Kenyon var egentlig interesseret i at udforske bronzealderbyen Jeriko, som også er kendt fra Bibelen, men fandt lag på lag med ældre, neolitiske bosættelsesrester. Befolkningen levede af jordbrug med korndyrkning (hvede og byg) og gazellejagt, men næppe husdyrhold i den tidligste periode.
Det mest karakteristiske ved byen er resterne af en dødskult, hvor afdødes hovedskaller blev påsmurt ler for at genskabe ansigtstrækkene, og cowrie-skaller blev indsat i øjenhulerne. Denne forfædre-dyrkelse foregik i bolighusene og var trolig funderet i hver enkelt familie. Siden landbrugsrevolutionen med ensidig kosthold medførte stærkt reduceret levealder i neolitisk tid, på måske blot 25-30 år, er det rimeligt at antage, at det store fokus på og frygten for en alt for tidlig død gav ophav til kultussen. Man finder samme kultus i flere andre byer i området, eksempelvis i Ain Ghazal i Jordan.
Byen havde runde eller ovale stenhuse og en sammenhængende ringmur af sten, flere meter høj. Det har længe været antaget, at dette var en forsvarsmur, men nyere studier konkluderer, at dette antagelig er en mur til værn mod oversvømmelse i det, som i dag er et tørt og karrigt landskab. Det faktum, at tilsyneladende forsvarstårne var opsat på indersiden af muren, styrker teorien om, at muren ikke havde nogen militær karakter. Det samme gør det faktum, at der trolig ikke fandtes andre bosættelser i området på denne tid, som kunne have udgjort nogen trussel mod Jeriko. Et af tårnene var hult indvendigt og der blev fundet en række menneske-skeletter i hullet, som synes at være blevet placerede i tårnet i slutningen af byens andre bosættelsesperiode.